# Montañita
Montañita ist ein Ort im Westen von Ecuador. Er liegt in der Parroquia (Kirchspiel) Manglaralto des Kantons Santa Elena der Provinz Santa Elena. Der Ort liegt an der Überlandstraße Ruta del Sol (Nationalstraße E15) und hat Strände am Pazifischen Ozean.
Montañita, traditionell ein Fischerdorf, wird von einigen als der ideale Ort für Rucksacktouristen und Surfer angesehen und lebt heute zu wichtigen Teilen vom Tourismus. Der Ort war in den 1960er Jahren ursprünglich eine Hippiehochburg für Aussteiger, heute dient es als Surfer- und Ausgehparadies für Jugendliche.
Die einfache Bauweise, Unterkünfte aus Bambusholz und die Straßen aus weißem Sand geben dem Städtchen seine charakteristische Ausstrahlung.
In den letzten Jahren hat sich das Städtchen enorm entwickelt. Es gibt mittlerweile auch viele etwas bessere Hotels und viele sehr gute Restaurants. Der Fokus liegt aber immer noch auf eher jüngerem Publikum.
Erreichbar ist Montañita von Guayaquil aus mit dem Bus (ca. 3,5 Stunden) oder Auto (ca. 2,5 Stunden).

## Söhne und Töchter des Ortes
- Dominic Barona (* 1991), Surferin